# Hilda badeni nagyhercegné
Hilda badeni nagyhercegné, született Hilda nassaui hercegnő (németül: Prinzessin Hilda von Nassau, Großherzogin von Baden, teljes nevén Hilda Charlotte Wilhelmine; Wiesbaden, 1864. november 5. – Badenweiler, 1952. február 8.) nassau–weilburgi és luxemburgi hercegnő, házassága révén Baden nagyhercegnéje.

## Élete
Hilda hercegnő 1864-ben jött világra Wiesbaden Biebrich nevű részében Adolf nassaui uralkodó herceg és Mária Adelaida anhalt–dessaui hercegnő legifjabb leányaként az öt gyermek közül. A hercegnő gyermekkorát Königsteinban és Isartalban töltötte testvéreivel.
Édesapját 1886-ban a poroszok elűzték trónjáról, mikor megszállták Nassau Hercegségét. Adolf herceg 1890-ben a Luxemburgi Nagyhercegség trónjára ült, megalapítva ezzel a máig is hatalmon lévő Nassau–Weilburgi-házat.
Hilda hercegnő 1885. szeptember 20-án a Hohenburg kastélyban feleségül ment Frigyes badeni trónörökös herceghez, I. Frigyes badeni nagyherceg és Lujza porosz királyi hercegnő fiához. Noha szerelmi házasságról volt szó, kapcsolatukból nem született gyermek.
1907-ben elhunyt I. Frigyes nagyherceg, utódjaként Hilda férje lépett Baden élére. Bár Hilda nagyhercegné lett, háttérbe szorult anyósa, az özvegy Lujza nagyhercegné mellett. Az első világháború folyamán a nagyhercegné számos kórház sorsát is felkarolta, segítette a Vöröskereszt munkáját, és több ápolónővért támogatott. 1918-ban a monarchiát megdöntötték, és Frigyes nagyherceg kénytelen volt lemondani, ámbár trónigényét továbbra is fenntartotta. A házaspár Freiburgban, valamint Badenweilerben élt.
II. Frigyes 1928-ban bekövetkezett halála után Hilda nagyhercegné egyedül élt tovább freiburgi otthonában, melyet csak 1944-ben hagyott el, miután egy bombázás során a ház nagy része összeomlott. Badenweilerbe költözött, és itt is érte utol a halál 1952. február 8-án. Néhány nappal később a karlsruhei nagyhercegi mauzóleumban temették el. Nem lévén gyermeke, a nagyhercegné Mainauban található kastélyát sógornője unokájára, Lennart svéd hercegre hagyta.
A nagyhercegné emlékére két iskolát és két utat neveztek el: a pforzheimi és a koblenzi Hilda-Gymnasiumot, valamint az északi és a déli Hilda sétányt (Nördliche und Südliche Hildapromenade) Karlsruhéban.